# Greipzig
Greipzig ist eine Ortslage im Ortsteil Ehrenberg der Skat- und Residenzstadt Altenburg in  Ostthüringen.

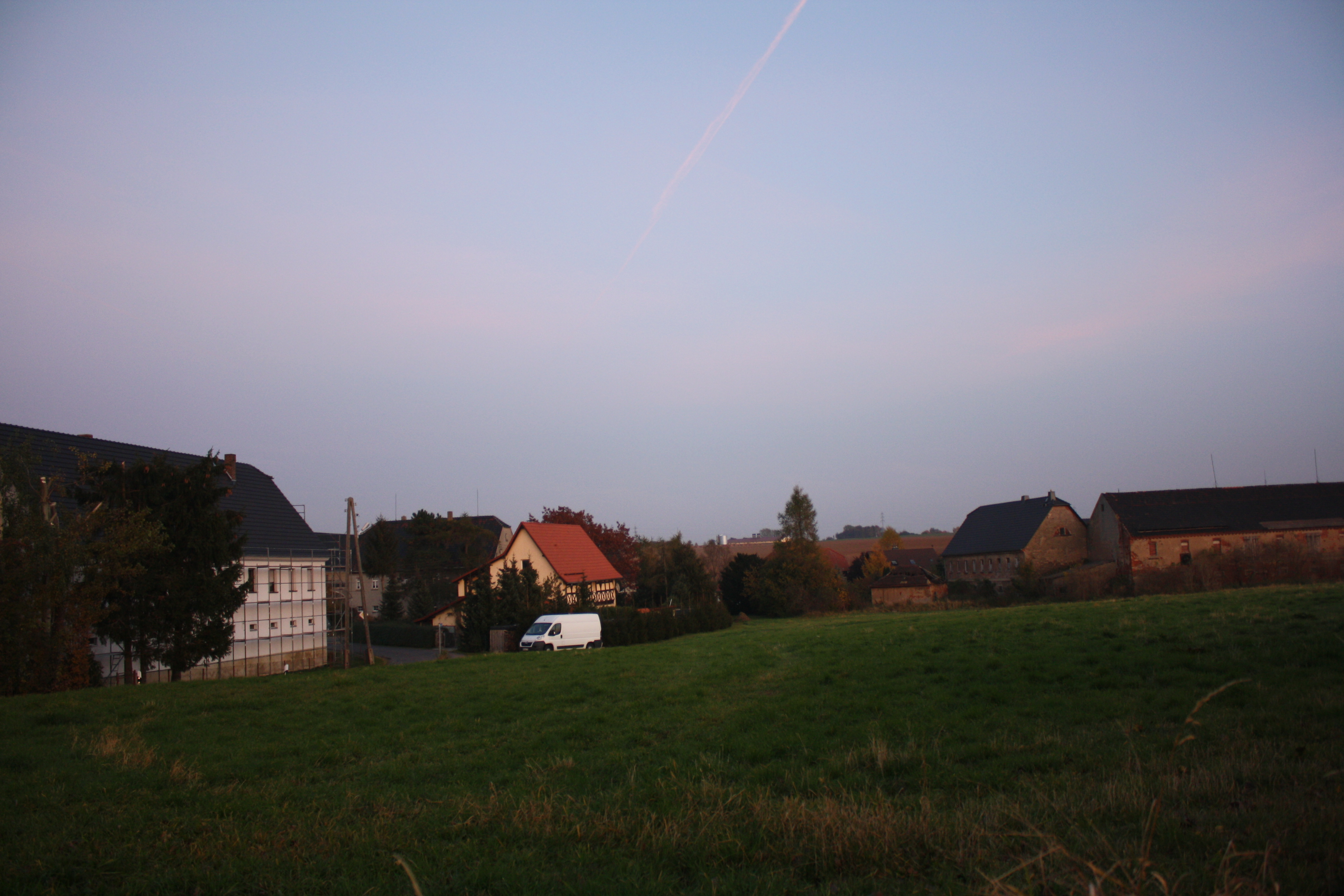
Blick auf den Ort

## Lage
Der Weiler Greipzig liegt mitten in der Feldmark an der Kreisstraße 207 in der Nähe der Bundesstraße 93. Südöstlicher Nachbarstadtteil ist Mockzig. Die beiden Altenburger Stadtteile liegen im ländlichen Raum im Altenburger Lösshügelland.

## Geschichte
1181–1214 fand die urkundliche Ersterwähnung des Weilers statt. Greipzig gehörte zum wettinischen Amt Altenburg, welches ab dem 16. Jahrhundert aufgrund mehrerer Teilungen im Lauf seines Bestehens unter der Hoheit folgender Ernestinischer Herzogtümer stand: Herzogtum Sachsen (1554 bis 1572), Herzogtum Sachsen-Weimar (1572 bis 1603), Herzogtum Sachsen-Altenburg (1603 bis 1672), Herzogtum Sachsen-Gotha-Altenburg (1672 bis 1826). Bei der Neuordnung der Ernestinischen Herzogtümer im Jahr 1826 kam der Ort wiederum zum Herzogtum Sachsen-Altenburg. Nach der Verwaltungsreform im Herzogtum gehörte er bezüglich der Verwaltung zum Ostkreis (bis 1900) bzw. zum Landratsamt Altenburg (ab 1900). Das Dorf gehörte ab 1918 zum Freistaat Sachsen-Altenburg, der 1920 im Land Thüringen aufging. 1922 kam es zum Landkreis Altenburg.
Bei der zweiten Kreisreform in der DDR wurden 1952 die bestehenden Länder aufgelöst und die Landkreise neu zugeschnitten. Somit kam der Ort mit dem Kreis Altenburg an den Bezirk Leipzig; jener gehörte seit 1990 als Landkreis Altenburg zu Thüringen und ging 1994 im Landkreis Altenburger Land auf. Bereits am 1. Juli 1950 wurde der Weiler nach Lehndorf eingemeindet und am 1. Januar 1963 nach Ehrenberg umgegliedert. Am 14. Juli 1993 wurde die gesamte Gemeinde Ehrenberg mit eingemeindeten Dörfern als Ortsteil in die Stadt Altenburg eingegliedert. 40 Einwohner leben im Weiler.